# Benoit, Mississippi
För andra betydelser, se Benoit (olika betydelser).
Benoit [bᵻˈnɔɪt] är en ort (town) i Bolivar County i Mississippi i USA.
Benoit grundades 1889 när Yazoo and Mississippi Valley Railroad drogs fram och fick stadsprivilegier 1890. Orten har fått sitt namn efter grundaren James Richardsons revisor.
Vid 2020 års folkräkning hade Benoit 365 invånare. Orten ingår i Clevelands storstadsområde (micropolitan statistical area).

## Kända personer
- Archie Moore, boxare